# Brzohode
Brzohode (izvirno srbsko Брзоходе) je naselje v Srbiji, ki upravno spada pod Občino Žabari; slednja pa je del Braničevskega upravnega okraja.

## Demografija
V naselju, katerega izvirno (srbsko-cirilično) ime je Брзоходе, živi 704 polnoletnih prebivalcev, pri čemer je njihova povprečna starost 48,3 let (46,3 pri moških in 50,3 pri ženskah). Naselje ima 286 gospodinjstev, pri čemer je povprečno število članov na gospodinjstvo 2,88.
To naselje je, glede na rezultate popisa iz leta 2002, večinoma srbsko.
|  |

| Demografija | Demografija     | Demografija     |
| Leto        | Št. prebivalcev | Št. prebivalcev |
| ----------- | --------------- | --------------- |
|             |                 |                 |
|             |                 |                 |
|             |                 |                 |
|             |                 |                 |
| 1948        | 1869            |                 |
| 1953        | 1841            |                 |
| 1961        | 1717            |                 |
| 1971        | 1576            |                 |
| 1981        | 1447            |                 |
| 1991        | 1225            | 1002            |
| 2002        | 1126            | 825             |
|             |                 |                 |

| Etnična sestava po popisu iz leta 2002 | Etnična sestava po popisu iz leta 2002 | Etnična sestava po popisu iz leta 2002 | Etnična sestava po popisu iz leta 2002 | Etnična sestava po popisu iz leta 2002 |
| -------------------------------------- | -------------------------------------- | -------------------------------------- | -------------------------------------- | -------------------------------------- |
| Srbi                                   | Srbi                                   |                                        | 823                                    | 99,75%                                 |
| Neznano                                | Neznano                                |                                        | 2                                      | 0,24%                                  |